# 体育館

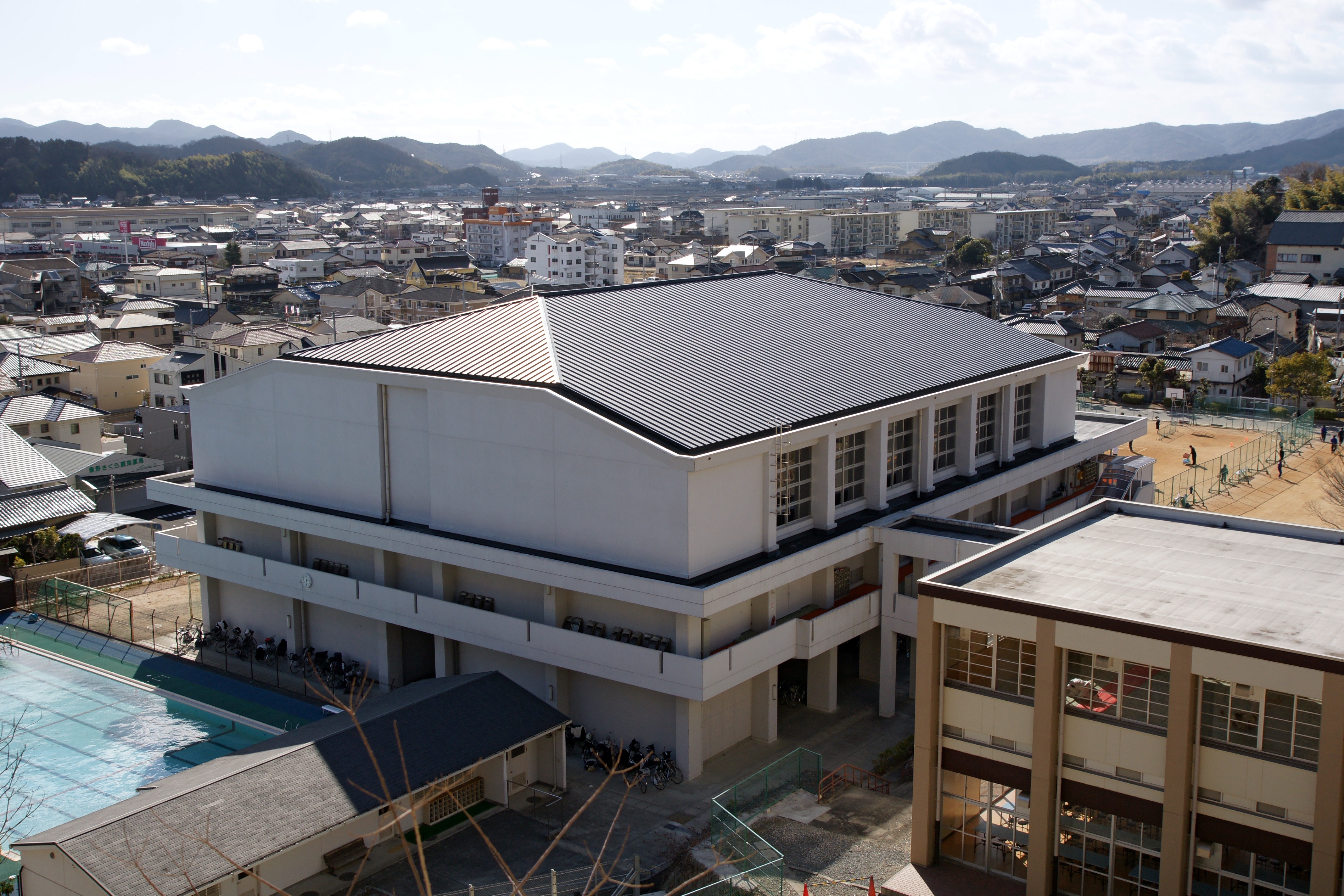
日本の高等学校の体育館外観の例

体育館（たいいくかん、gym、gymnasium）は、一般に屋内で行う様々なスポーツを行えるように設計されている施設。

## 概説

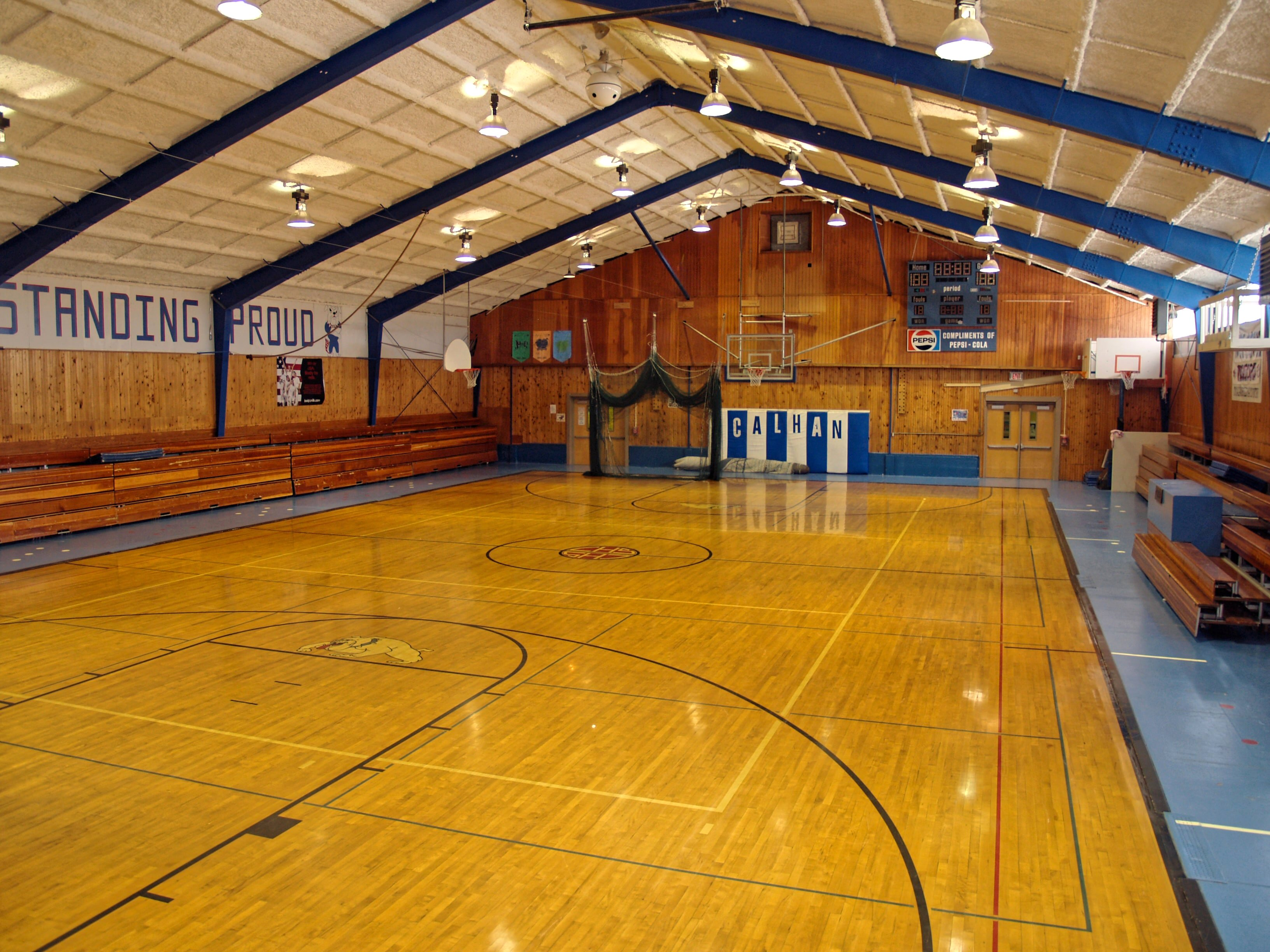
米国の高校の体育館の内観の例（日本の学校の体育館には無い観戦用のスペースや収納式のスタンドが確認できる。逆にステージなど演台がない。）

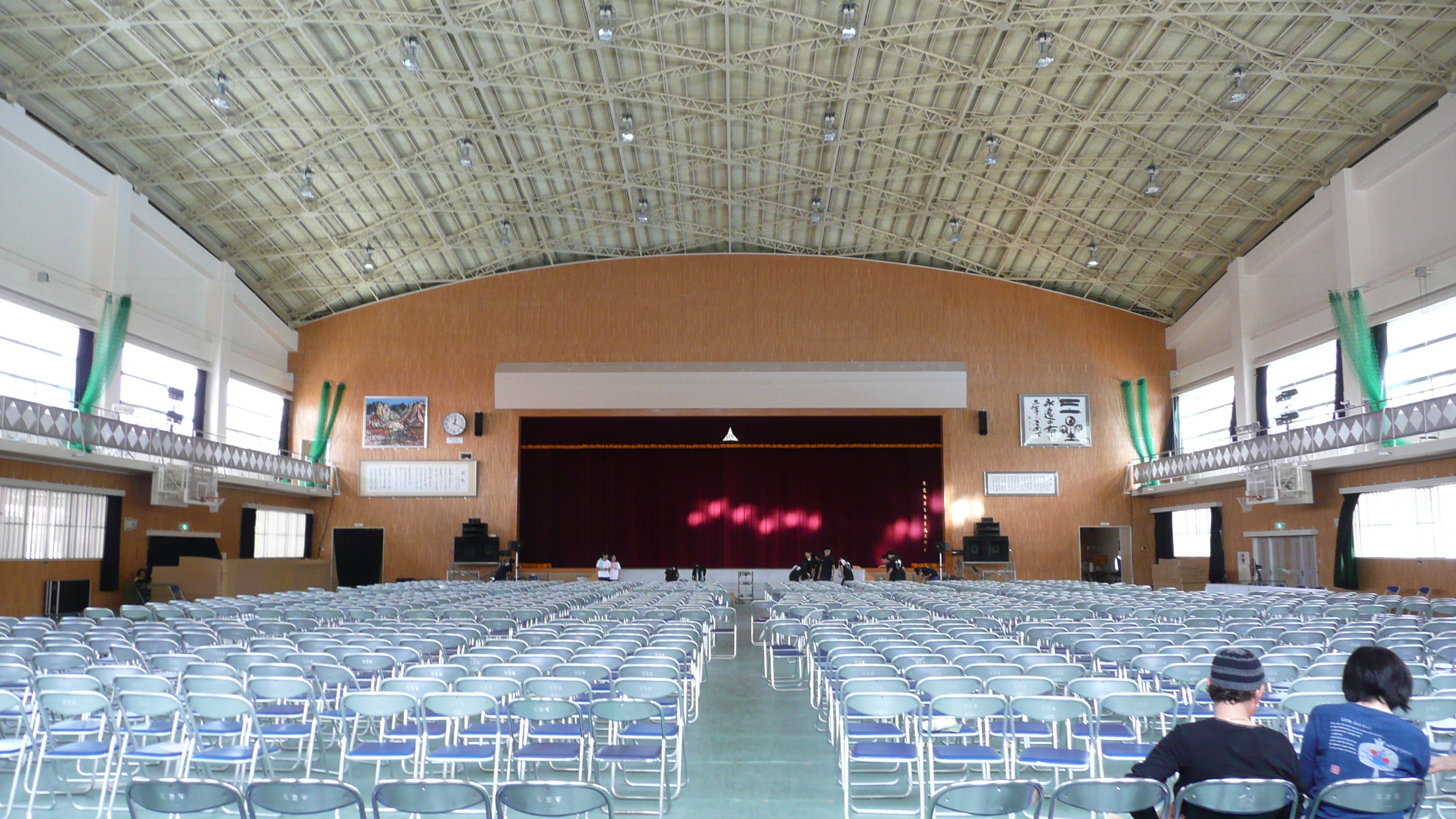
文化祭の会場として使用される体育館（鹿児島県立鹿屋高等学校、鹿児島県鹿屋市）

公共の屋内体育施設にはアリーナや柔剣道場などが単独で構成される単機能施設型、これらを組み合わせた屋内施設複合型、さらにテニスコートや野球場などの屋外施設も付帯する屋外施設併設型がある。プールやスケートリンク、トレーニングジムが併設されていることもある。公共の屋内体育施設の場合は一般利用と観客利用の2つの利用形態があり、大規模な観覧席を付設することもある。一方、学校の体育館は学校施設の一部である。
体育館の中心となるのがアリーナであり多目的利用が想定されている場合もある。学校の体育館では講堂としても用いられ、入学式や卒業式などの儀式的行事を行う際の会場となる。そのため、付帯設備としてステージや緞帳などが設けられていることも多い。式典の設営の際には床面保護のためフロアシートが張られる。学校によってはピアノや演台などが置かれていたり、放送設備が設置されている場合もある。
日本の学校の体育館は前述の通りアリーナとして多目的利用が想定されているが、興行（見せること）より、体育の授業や部活動などでのスポーツの試合を行うことが重視され、観戦するための客席やスペースは確保されていないことが多い。
なお、体育館は災害時には避難所として使用されることがある。また、日本では国政選挙や地方選挙の投票所に指定されることも多い。その場合には机やパイプイスを使用することになるため床面保護のフロアーシートが敷かれる。

## 構造
多くの体育館は鉄骨コンクリート工法により、他の工法では不可能な鉄骨による長大スパンを実現しており、柱のない空間を実現している。

## 構成

### アリーナ

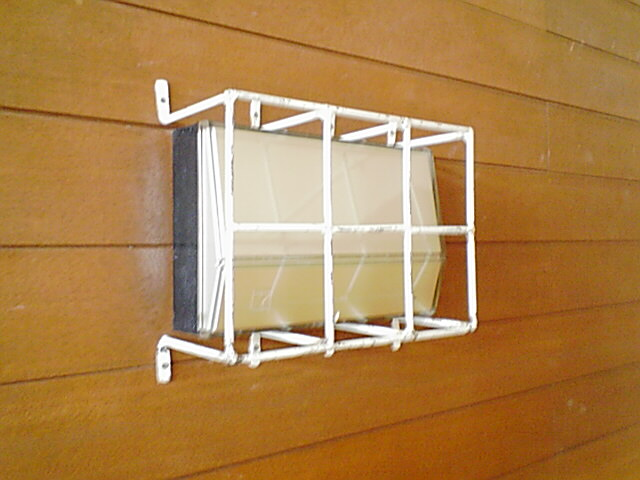
アリーナ内の突起物は鉄格子で保護されている

体育館はアリーナを中心に構成され、規模の大きい体育館では建物内にメインアリーナやサブアリーナなど複数のアリーナを有する。一般に天井が高い設計になっており、柱のない広い空間が作られている。
アリーナの平面計画の設計で考慮される競技は、一般的にバスケットボール、バレーボール、バドミントン、卓球であるが、これにテニスやハンドボールなども含むことがある。
床
アリーナの床は鋼製床組上にフローリング材を敷いているものが多い。ウレタン樹脂などの塗装が施されている。規模が大きく各種スポーツの全国大会などが開催される公共の体育館などでは、特に床面のメンテナンスに細心の注意が払われておりグリップを考慮しながら床面の塗装と研磨が繰り返される。
ただ、バレーボールなどの床に滑り込むプレー中に、ささくれた床板がはがれ体に突き刺さる事故が、日本国内で相次いでいることが判明し、消費者庁の消費者安全調査委員会が2015年に調査の開始を決定した。
床には対象競技に応じて数種類のコートラインが引かれ、バレーボールやバドミントンのポールを立てる穴（床金具）が設置されている。球技用コートラインは、バスケットボール、6人制バレーボール、9人制バレーボール、バドミントン、ハンドボール、フットサルなどのコートラインが描かれることが多い。このほかテニス、ポートボール、インディアカ、ゲートボール、綱引などのコートラインを入れている体育館もある。
アリーナ部分を分割使用するため防球ネットを張ることもある。
その他、鉄棒（床金具式）、肋木、吊縄（クライミングロープ）などが設置されることもある。
観覧席
アリーナの周囲には器具庫などの付帯設備が設置されるため、観覧席の多くはこれらの上の階に固定席を巡らせるように配置する方式が多い。
器具庫
器具庫等の収納には、各種ボール（ボールかご）、各種ネット及びネット用支柱（バドミントン用等）、各種ゴール（フットサル用、ハンドボール用等）、審判台（バレーボール等）、得点板、体操器具、卓球台などを収納する。

### 武道場
体育館の武道場には柔道場、剣道場、弓道場などが設置される。屋内施設複合型の体育館の場合は柔剣道場などが施設の一部となっている。

## 主要な体育館

### 日本
この節では、国立及び都道府県立のみを解説する。

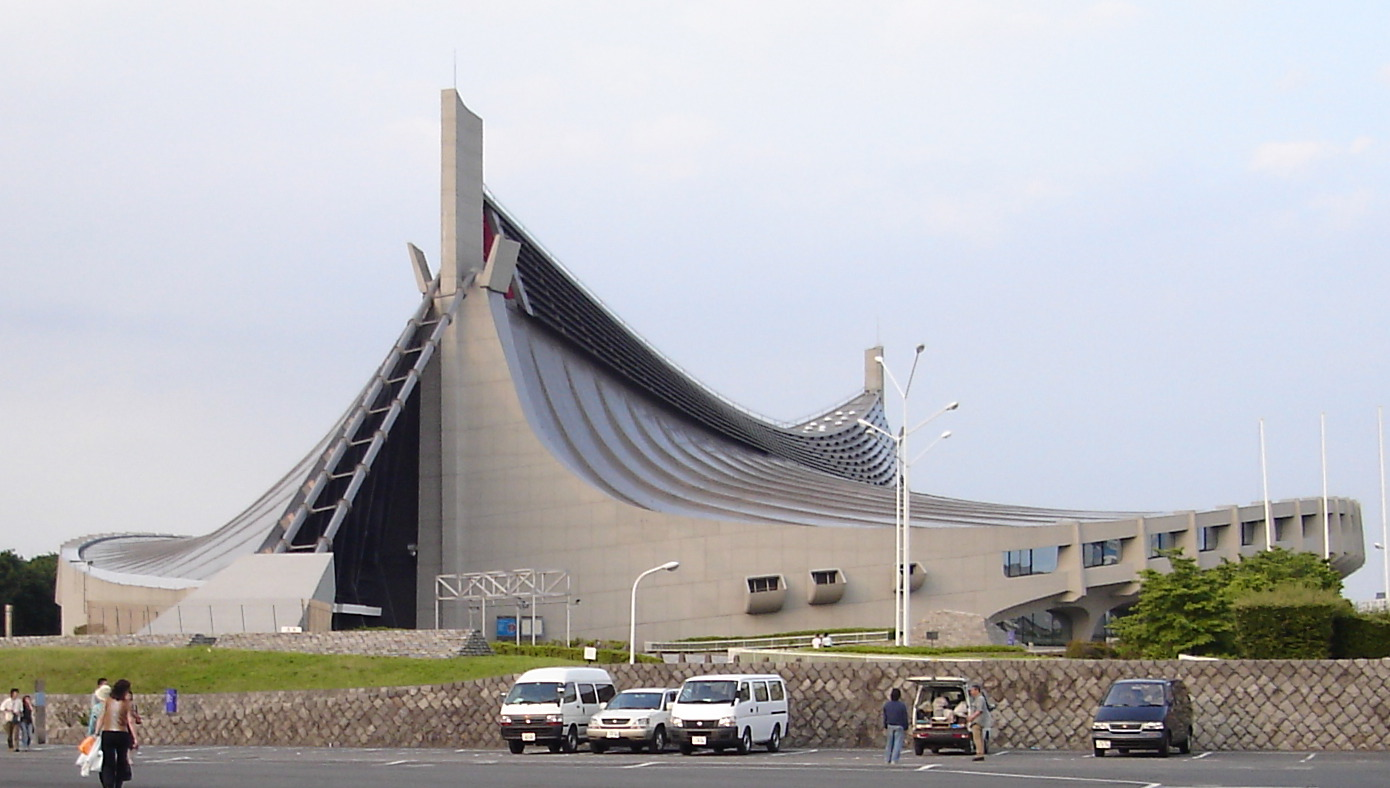
国立代々木競技場第一体育館

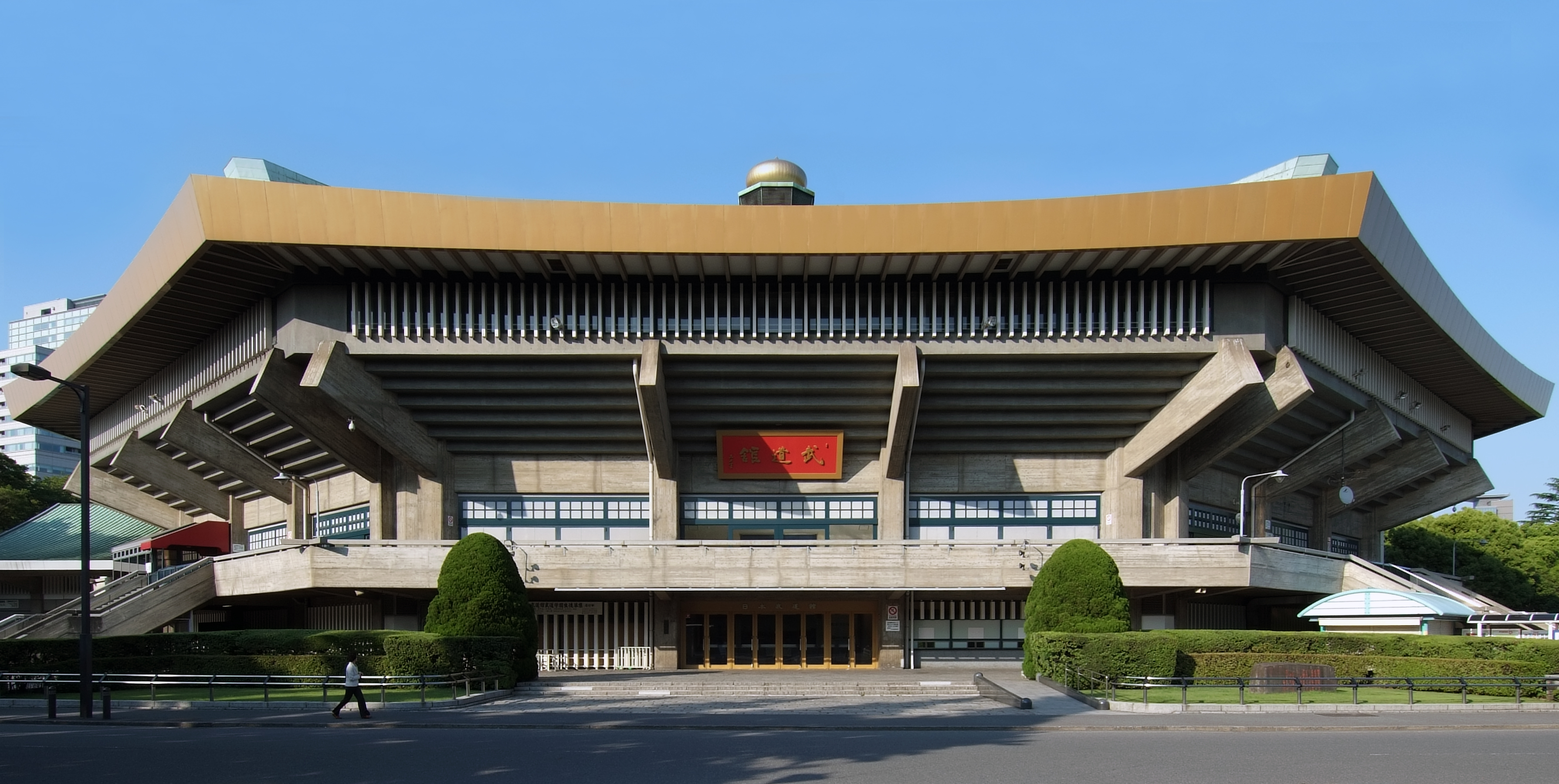
日本武道館

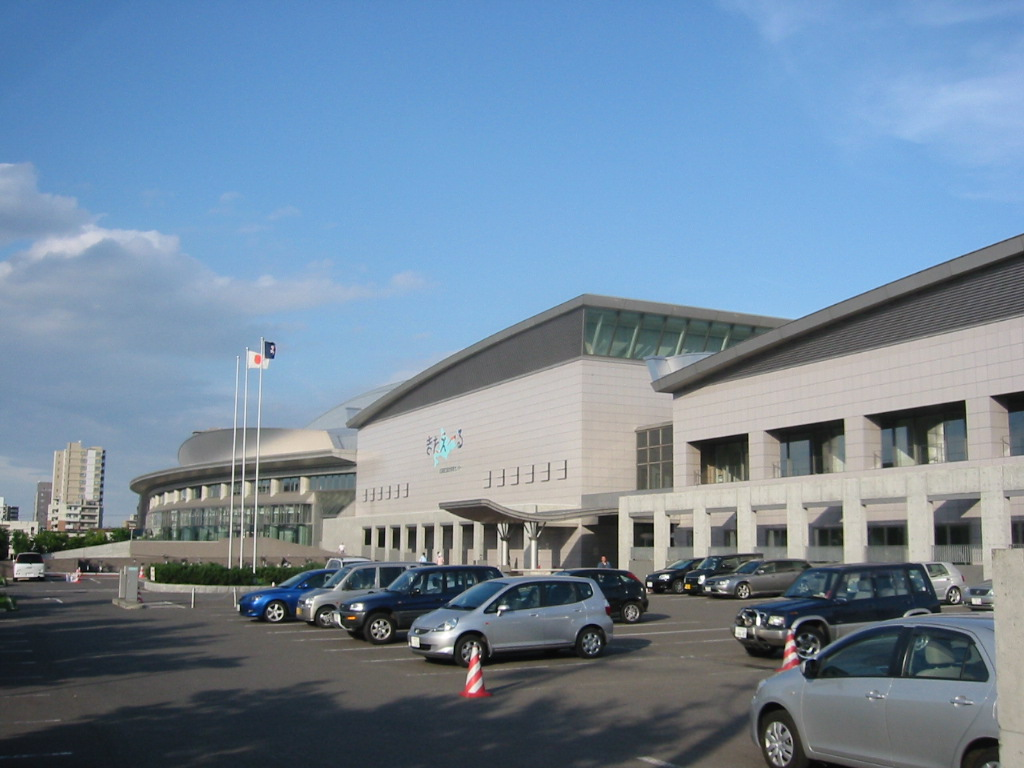
北海道立総合体育センター

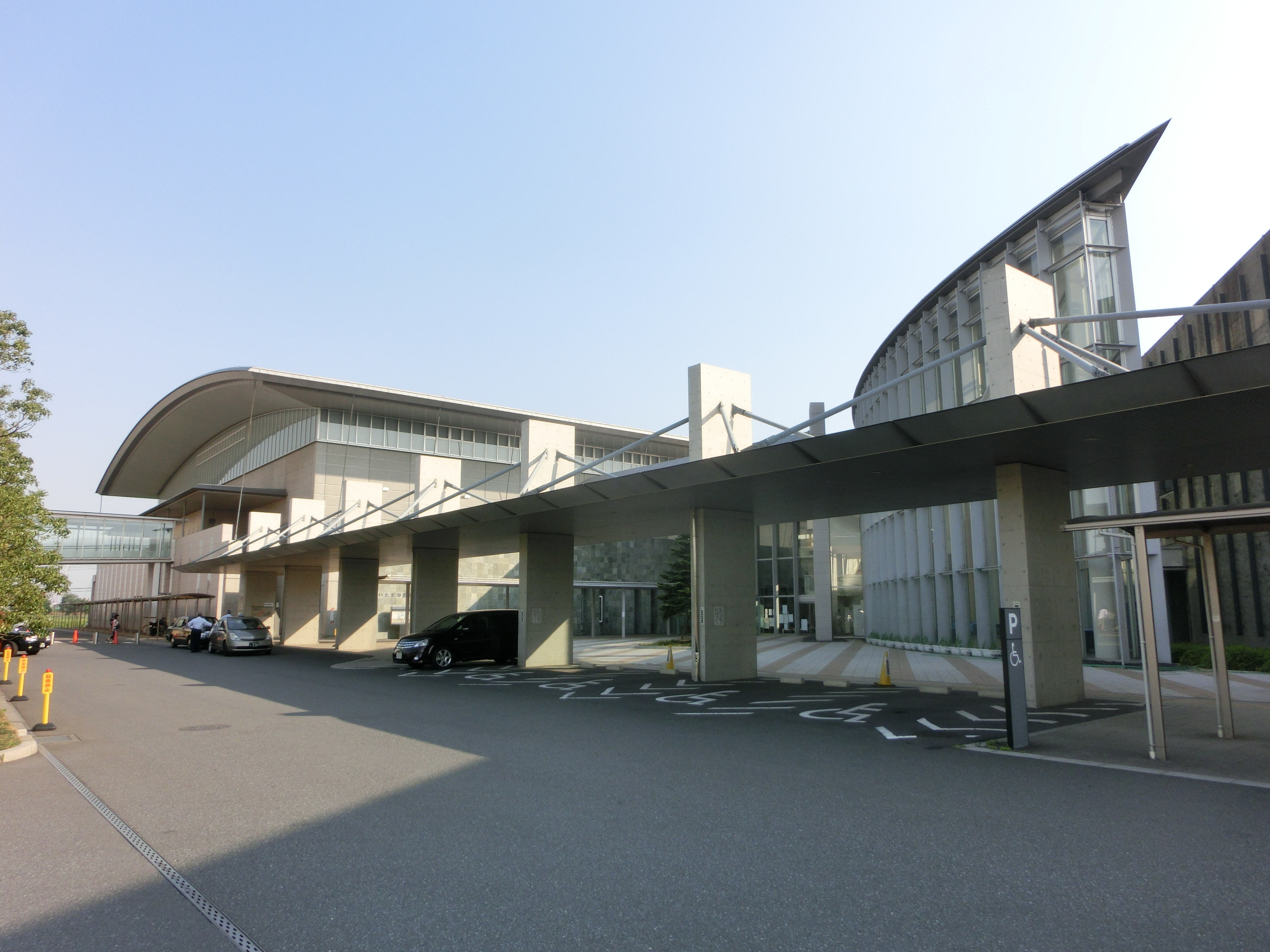
さいたま市記念総合体育館

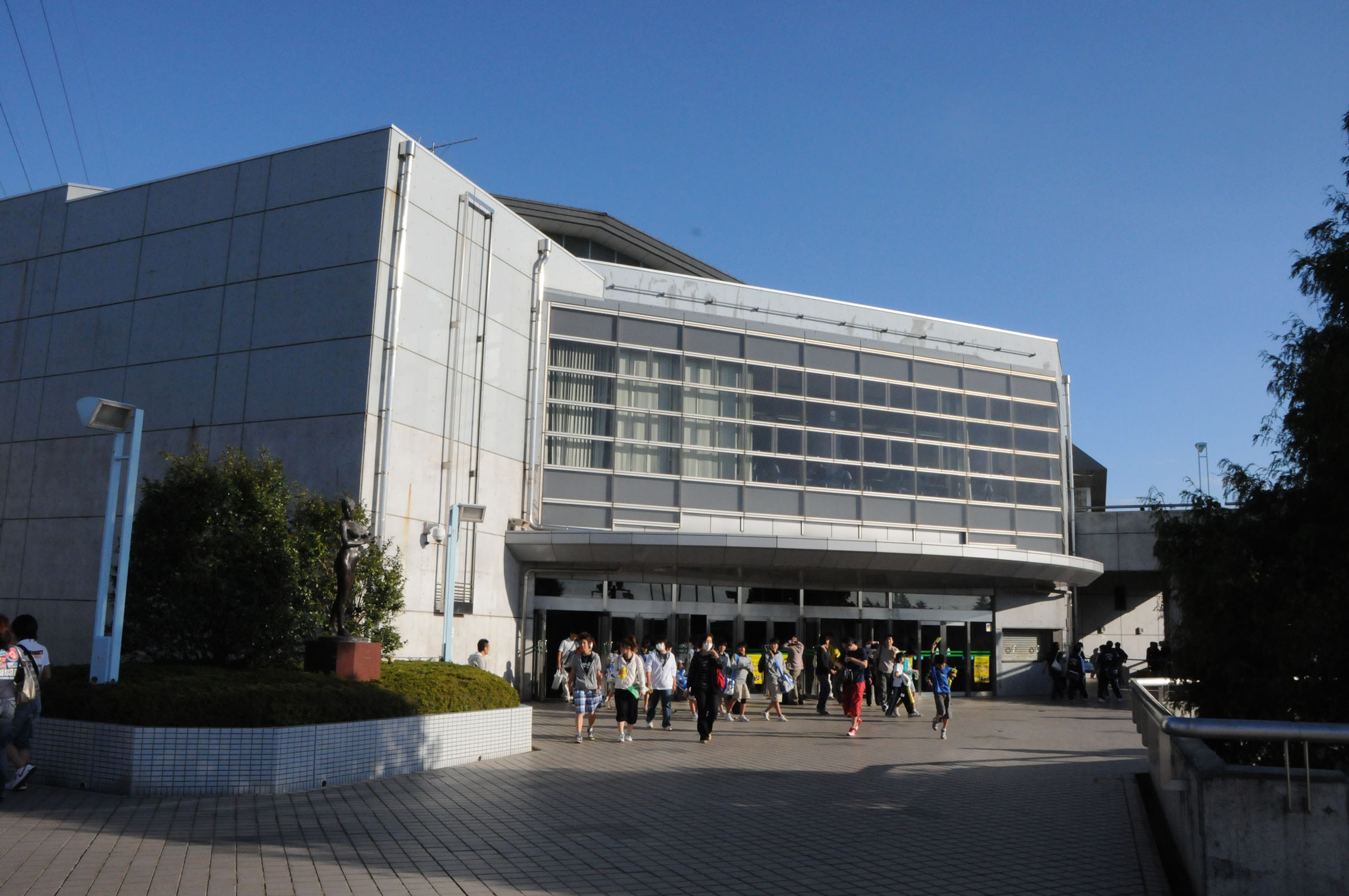
船橋アリーナ

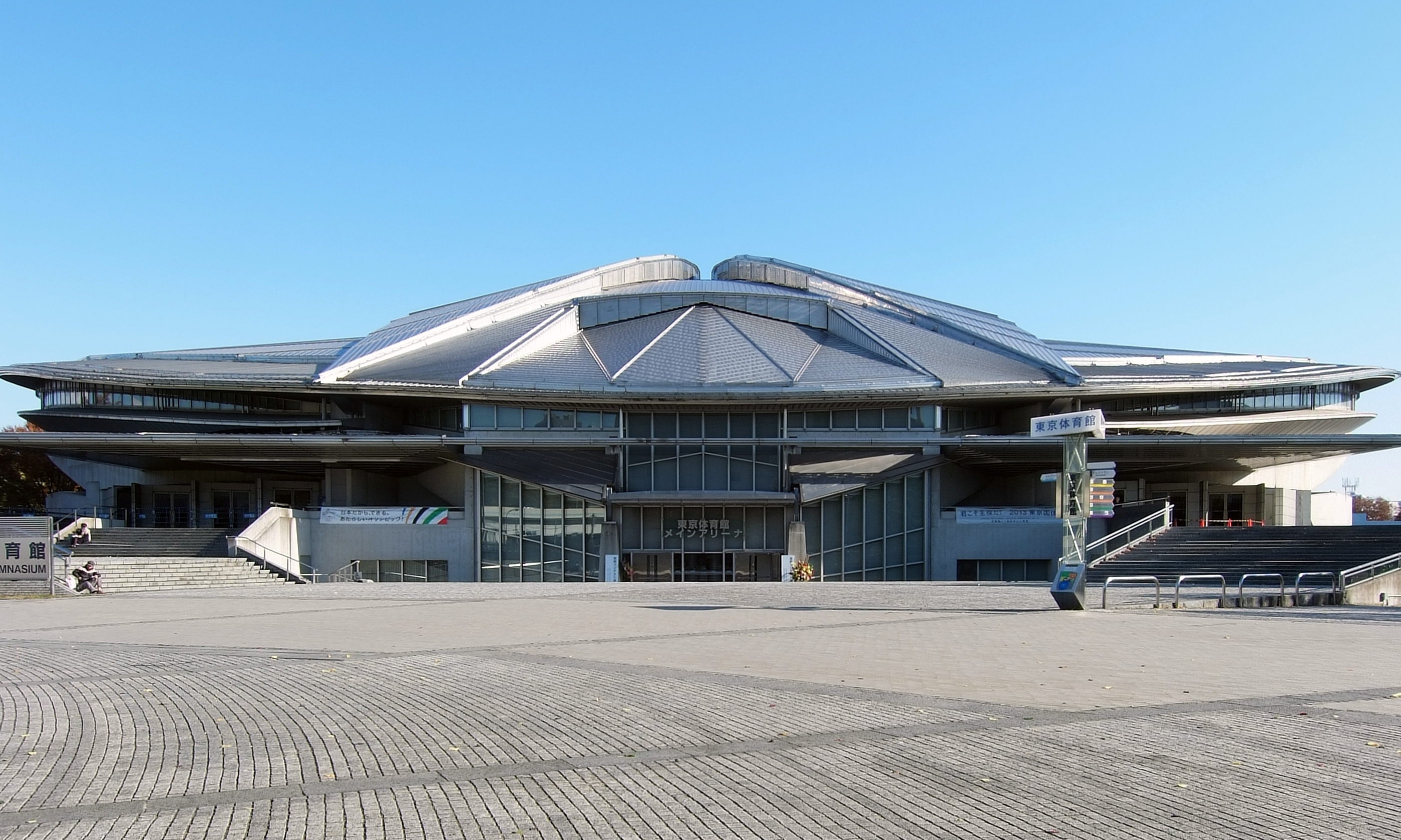
東京体育館

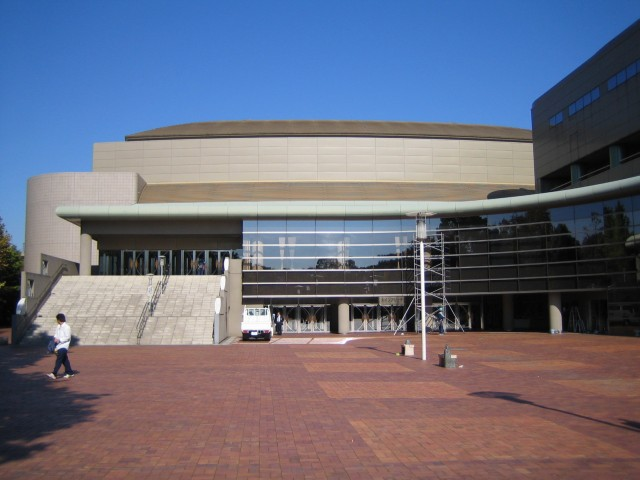
川崎市とどろきアリーナ

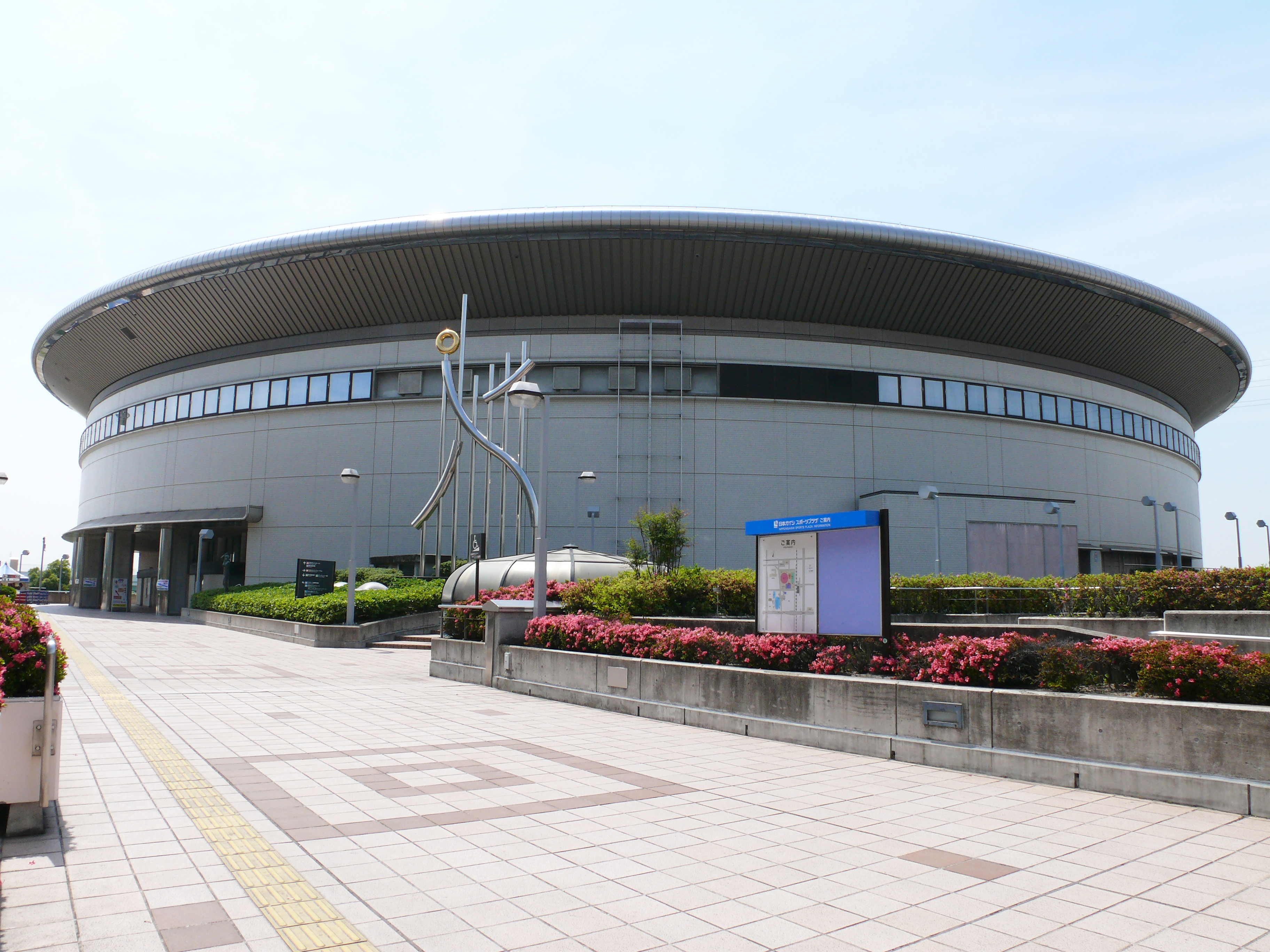
名古屋市総合体育館

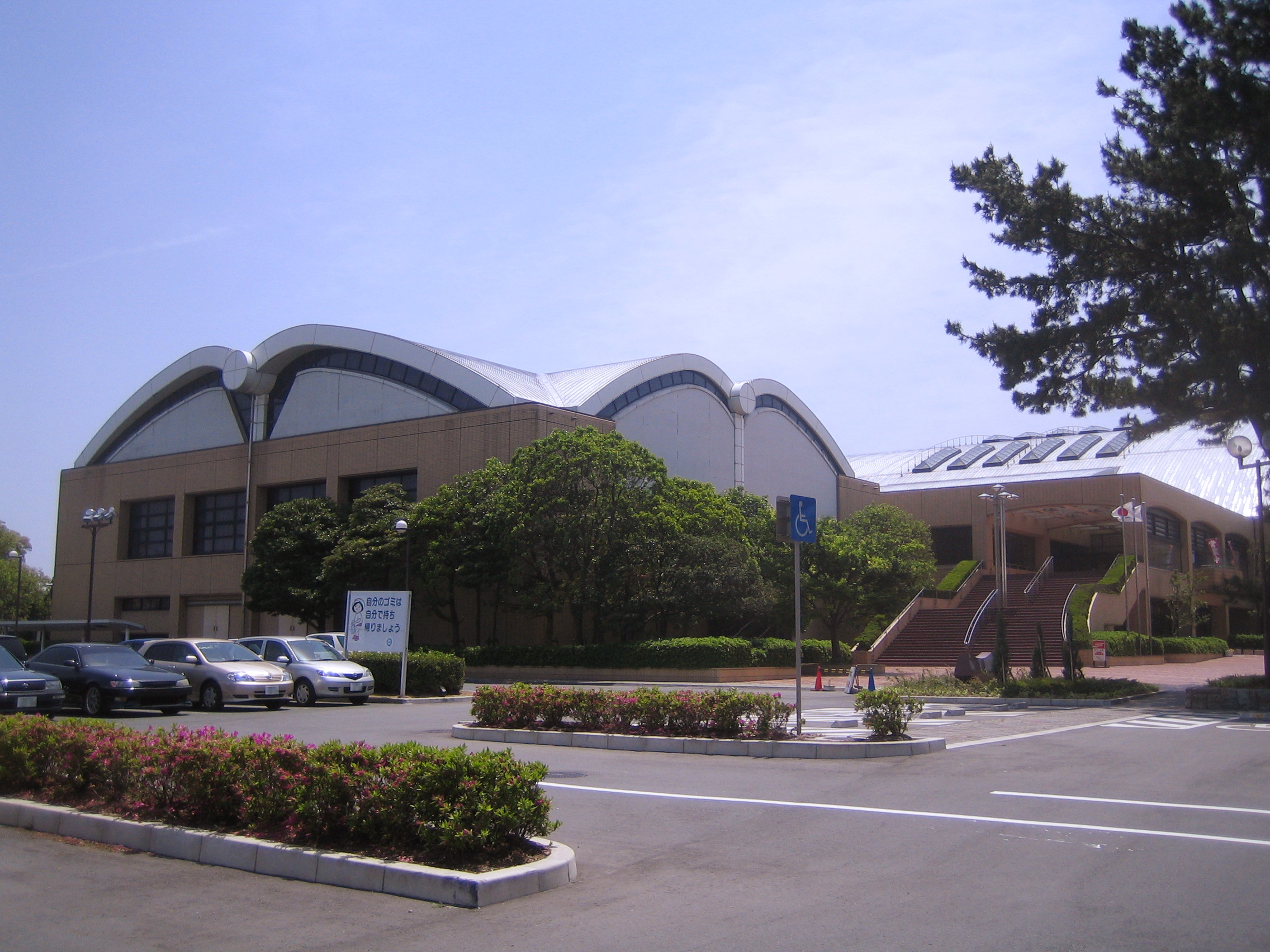
豊橋市総合体育館

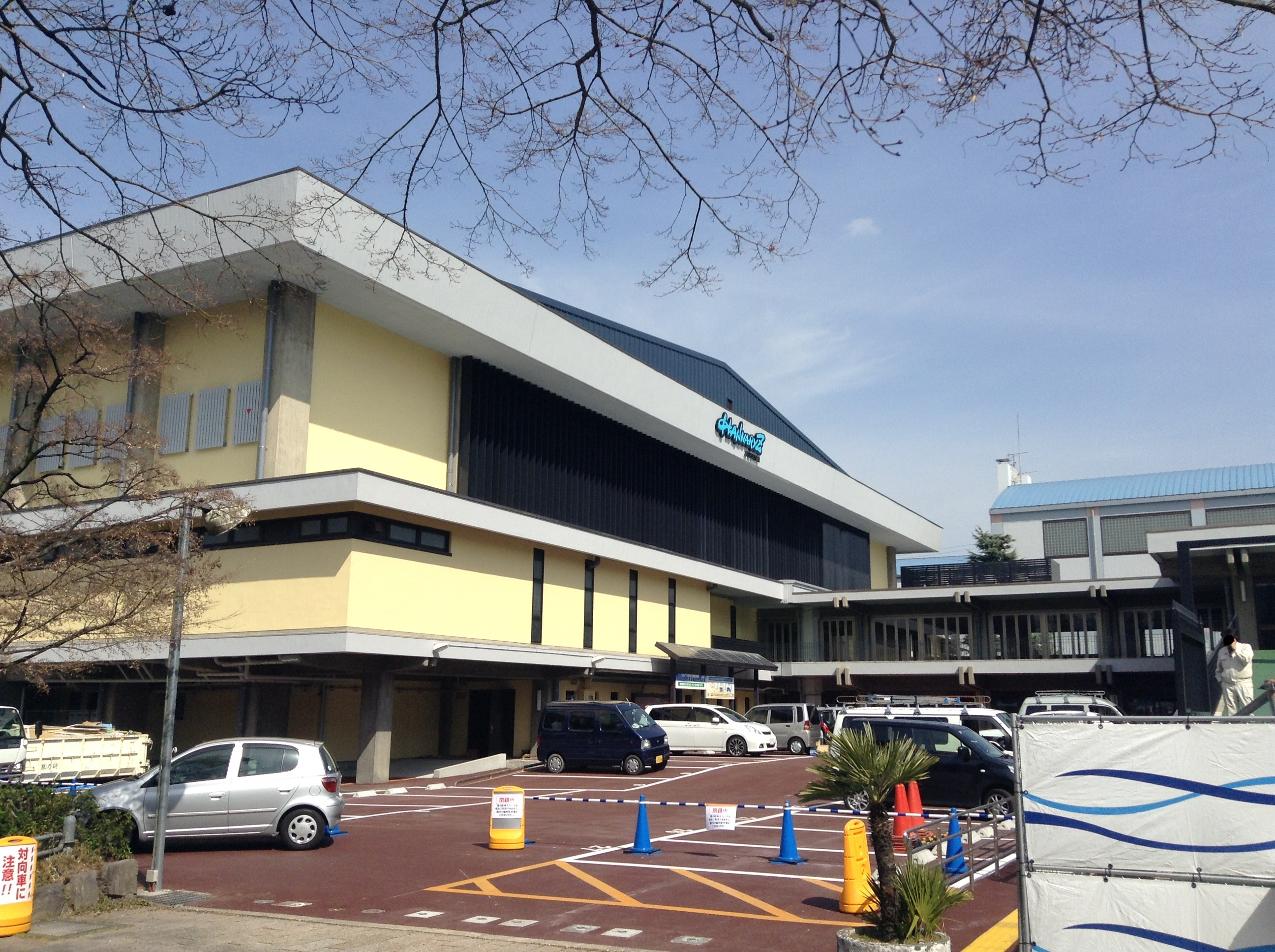
京都市体育館

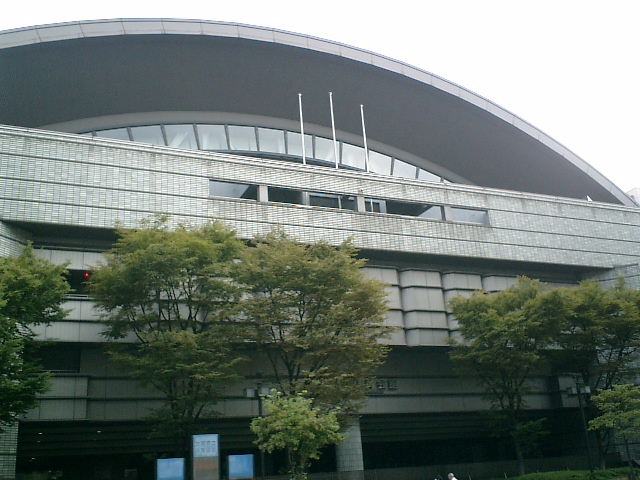
大阪府立体育会館

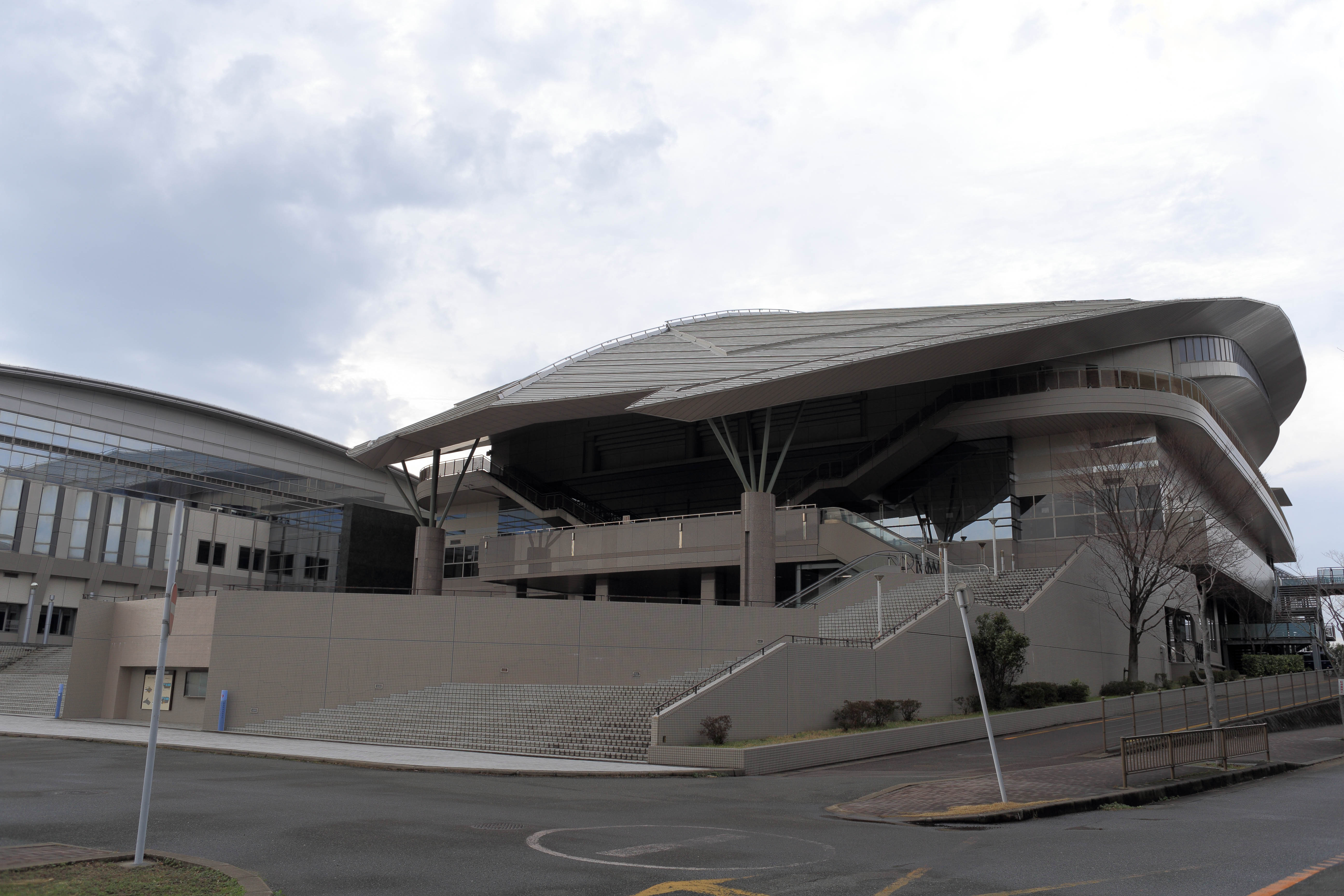
アクシオン福岡

| 所在地   | 施設名                                                                    | 備考                                           |
| -------- | ------------------------------------------------------------------------- | ---------------------------------------------- |
| 北海道   | 北海道立総合体育センター （北海きたえーる）                               | レバンガ北海道のホームアリーナ                 |
| 北海道   | 真駒内セキスイハイムアイスアリーナ                                        |                                                |
| 北海道   | 北海道立野幌総合運動公園総合体育館                                        |                                                |
| 青森県   | 新青森県総合運動公園青い森アリーナ （マエダアリーナ）                     | 青森ワッツのホームアリーナ                     |
| 岩手県   | 岩手県営体育館                                                            | 岩手ビッグブルズのホームアリーナ               |
| 宮城県   | セキスイハイムスーパーアリーナ （宮城県総合運動公園総合体育館）           |                                                |
| 秋田県   | 秋田県立体育館                                                            |                                                |
| 山形県   | 山形県体育館                                                              |                                                |
| 山形県   | 山形県総合運動公園総合体育館                                              | パスラボ山形ワイヴァンズのホームアリーナ       |
| 福島県   | 福島県営あづま総合体育館                                                  |                                                |
| 茨城県   | 茨城県立スポーツセンター体育館                                            |                                                |
| 茨城県   | 笠松運動公園体育館                                                        |                                                |
| 栃木県   | 日環アリーナ栃木                                                          | 栃木県体育館の後継施設                         |
| 栃木県   | 栃木県立県北体育館                                                        |                                                |
| 栃木県   | 栃木県立県南体育館                                                        |                                                |
| 群馬県   | 群馬県総合スポーツセンター （ALSOKぐんまアリーナ）                        |                                                |
| 埼玉県   | 埼玉県立武道館                                                            |                                                |
| 埼玉県   | 彩の国くまがやドーム                                                      |                                                |
| 埼玉県   | 埼玉県立スポーツ総合センター                                              |                                                |
| 埼玉県   | さいたま市記念総合体育館                                                  |                                                |
| 千葉県   | 千葉県総合スポーツセンター体育館                                          |                                                |
| 東京都   | 国立代々木競技場                                                          | 第一体育館はアルバルク東京のホームアリーナ     |
| 東京都   | 日本武道館                                                                |                                                |
| 東京都   | 東京体育館                                                                |                                                |
| 東京都   | 有明コロシアム                                                            |                                                |
| 東京都   | 駒沢オリンピック公園総合運動場体育館                                      |                                                |
| 東京都   | 東京武道館                                                                |                                                |
| 東京都   | 東京スポーツ文化館                                                        |                                                |
| 神奈川県 | 神奈川県立スポーツセンタースポーツアリーナ1・2                            |                                                |
| 神奈川県 | 横浜武道館                                                                |                                                |
| 新潟県   | 新潟市体育館                                                              |                                                |
| 富山県   | 富山市総合体育館                                                          | 富山グラウジーズのホームアリーナ               |
| 富山県   | 富山県総合体育センター                                                    |                                                |
| 石川県   | いしかわ総合スポーツセンター                                              |                                                |
| 福井県   | 福井県営体育館                                                            |                                                |
| 山梨県   | 山梨県小瀬スポーツ公園体育館                                              |                                                |
| 山梨県   | 山梨県緑が丘スポーツ公園体育館                                            |                                                |
| 長野県   | 長野県松本平広域公園体育館                                                |                                                |
| 岐阜県   | 岐阜アリーナ                                                              |                                                |
| 静岡県   | 静岡県草薙総合運動場体育館                                                |                                                |
| 愛知県   | 愛知県体育館                                                              | 名古屋ダイヤモンドドルフィンズのホームアリーナ |
| 三重県   | 三重県営体育館                                                            |                                                |
| 三重県   | 三重県営サンアリーナ                                                      |                                                |
| 滋賀県   | 滋賀県立体育館 （ウカルちゃんアリーナ）                                   | 滋賀レイクスターズのホームアリーナ             |
| 京都府   | 京都府立体育館                                                            |                                                |
| 大阪府   | 大阪府立体育会館                                                          |                                                |
| 大阪府   | なみはやドーム                                                            |                                                |
| 大阪府   | 舞洲アリーナ（府民共済SUPERアリーナ）                                     | 大阪エヴェッサのホームアリーナ                 |
| 兵庫県   | 兵庫県立総合体育館                                                        |                                                |
| 兵庫県   | 兵庫県立文化体育館                                                        |                                                |
| 奈良県   | 奈良県立橿原公苑体育館                                                    |                                                |
| 和歌山県 | 和歌山ビッグホエール                                                      |                                                |
| 和歌山県 | 和歌山県立体育館                                                          |                                                |
| 和歌山県 | 和歌山県立橋本体育館                                                      |                                                |
| 鳥取県   | 鳥取県立布勢総合運動公園 （コカコーラウエスト・スポーツパーク）県民体育館 |                                                |
| 鳥取県   | 鳥取県立鳥取産業体育館                                                    |                                                |
| 鳥取県   | 鳥取県立米子産業体育館                                                    |                                                |
| 島根県   | 島根県立体育館                                                            |                                                |
| 島根県   | 島根県立浜山体育館（カミアリーナ）                                        |                                                |
| 岡山県   | 岡山県総合グラウンド体育館 （桃太郎アリーナ）                             |                                                |
| 広島県   | 広島県立総合体育館 （広島グリーンアリーナ）                               |                                                |
| 山口県   | 維新百年記念公園 （山口県スポーツ文化センター）                           |                                                |
| 徳島県   | 徳島県鳴門総合運動公園体育館                                              |                                                |
| 香川県   | 香川県立アリーナ                                                          | 香川県立体育館の後継施設                       |
| 愛媛県   | 愛媛県総合運動公園体育館                                                  |                                                |
| 愛媛県   | 愛媛県武道館                                                              |                                                |
| 高知県   | 高知県民体育館                                                            |                                                |
| 高知県   | 高知県立室戸体育館                                                        |                                                |
| 高知県   | 高知県立青少年体育館                                                      |                                                |
| 福岡県   | アクシオン福岡 （福岡県立スポーツ科学情報センター）                       |                                                |
| 福岡県   | 福岡県立久留米体育館                                                      |                                                |
| 福岡県   | 筑後広域公園体育館                                                        |                                                |
| 佐賀県   | 市村記念体育館                                                            |                                                |
| 佐賀県   | 佐賀県総合体育館                                                          |                                                |
| 長崎県   | 長崎県立総合体育館                                                        |                                                |
| 熊本県   | 熊本県立総合体育館                                                        | 熊本ヴォルターズのホームアリーナ               |
| 大分県   | 大分県立総合体育館                                                        |                                                |
| 宮崎県   | 宮崎県体育館                                                              |                                                |
| 鹿児島県 | 鹿児島県総合体育センター体育館                                            |                                                |
| 沖縄県   | 沖縄県総合運動公園体育館                                                  |                                                |

### アメリカ
- アメリカン・エアラインズ・センター
- AT&Tセンター
- コンセコ・フィールドハウス
- ステイプルズ・センター
- トヨタセンター
- フィリップス・アリーナ
- マディソン・スクエア・ガーデン
- ローズ・ガーデン・アリーナ
- ロサンゼルス・メモリアル・スポーツ・アリーナ
- ジョー・ルイス・アリーナ

### 韓国
- 金井体育館
- 奨忠体育館